# Saskatchewan
Saskatchewan (/səˈskæt͡ʃəwən/ oder /səˈskæt͡ʃəˌwɑn/) ist eine Provinz in Kanada. Sie grenzt im Westen an Alberta, im Osten an Manitoba, im Norden an die Nordwest-Territorien und im Süden an die Bundesstaaten der Vereinigten Staaten Montana und North Dakota. Im Nordosten verläuft die Grenze des Nunavut-Territoriums. Der Name leitet sich vom Saskatchewan River ab, der in der Sprache der Cree kisiskāchiwani-sīpiy (zu deutsch etwa schnell fließender Fluss) bedeutet. Zur Volkszählung 2021 betrug die Einwohnerzahl 1.132.505.
Die Prärieprovinz umfasst eine Fläche von 577.060 km² (222.804 Quadratmeilen), wobei etwa zehn Prozent von Binnengewässern bedeckt sind. Mit einer Bevölkerungsdichte von etwa 2 Einwohnern je km² und einem Bevölkerungsanteil von ungefähr 3,1 % der Kanadier gehört Saskatchewan zu den am dünnsten besiedelten Provinzen Kanadas. Die Mehrheit der Bevölkerung lebt im Süden, während der nördliche Teil überwiegend boreal bewaldet und kaum bewohnt ist.
Etwa die Hälfte der Bevölkerung lebt in Städten, darunter den beiden Großstädten Saskatoon (größte Stadt) und Regina (Provinzhauptstadt) sowie den kleineren Städten Prince Albert, Moose Jaw, Swift Current, Yorkton und North Battleford.
Seit der Frühzeit ist Besiedelung in Saskatchewan nachweisbar. Bereits vor Jahrtausenden war die Region von verschiedenen indigenen Völkergruppen bewohnt. Während der Zeit der Seefahrer erkundeten auch Europäer im Jahr 1690 die Region rund um Saskatoon und Regina; ab 1744 wurden diese Gebiete durch Europäer besiedelt. Über einige Jahre hinweg war Saskatchewan integraler Teil der Nordwest-Territorien, bis es 1905 als eine eigenständige Provinz ausgegliedert wurde.

## Geographie
Saskatchewan liegt zentral im Süden von Kanada. Die Provinz grenzt im Westen an Alberta, im Norden an die Nordwest-Territorien sowie im Osten an Manitoba. Im Süden grenzen jeweils die beiden US-Bundesstaaten Montana und North Dakota an Saskatchewan.
Gemeinsam mit Alberta bildet sie die einzige Binnenprovinz des Landes. Zusätzlich gehört sie neben Manitoba und Alberta zu den drei Prärieprovinzen Kanadas.
Die längste Grenze ist mit 1225 km die zu Alberta im Westen. Die Grenze im Norden erreicht eine Länge von rund 445 km; die Länge der im Süden befindlichen Grenze zu den Vereinigten Staaten beträgt 630 km.
Alle vier Grenzen verlaufen annähernd gerade senkrecht (im Osten und Westen) und waagerecht (im Norden und Süden). Die Grenze zwischen Alberta und Saskatchewan liegt auf dem 110. Längengrad West; die Grenze zu den Nördlichen Territorien verläuft auf dem 60. Breitengrad Nord.
Mit 577.060 km² (222.804 Quadratmeilen) ist Saskatchewan die flächenmäßig siebtgrößte Provinz der insgesamt dreizehn Provinzen des Landes. Rund 59.366 km² (22.900 Quadratmeilen) bestehen aus Binnengewässern. Eine große Anzahl an Seen befindet sich vorwiegend im Norden. Der Athabascasee ist mit einer Fläche von ca. 7849 km² der größte Binnensee der Provinz. Weitere große Seen sind der Reindeer Lake und der Wollaston Lake im Nordosten.
Ein Teil der durch Saskatchewan fließenden Flüsse (z. B. der Saskatchewan River und der Churchill River) gehört zum Einzugsgebiet der Hudson Bay im Nordosten von Kanada. Nur einige wenige gehören zum Einzugsgebiet von anderen Flüssen, die in den Arktischen Ozean und in den Golf von Mexiko entwässern.
Der Großteil des geographischen Reliefs von Saskatchewan besteht aus dem Kanadischen Schild und der Interior Plains im Süden. Eine große Anzahl an hier vorkommenden präkambrischen, magmatischen und metamorphen Gesteinen findet sich nur ausschließlich im südlicheren Bereich.
Der höchste Punkt liegt auf einer Höhe von 1.392 m in den Cypress Hills an der Grenze zu Alberta; der tiefste Punkt hingegen ist mit 213 m das Ufer des Athabascasees.
Saskatchewan besteht aus zwei Hauptbiomen. Der boreale oder Taiga-Wald bedeckt den gesamten kanadischen Schild und einen Teil der Interior Plains der Provinz, das Grasland hingegen besetzt den südlichen Teil von der Provinz. Diese beiden großen Regionen sind durch das Aspen Parkland getrennt. Dies ist ein sekundäres Biom im Übergang zwischen Hochgrasland und borealem Nadelwald, der hauptsächlich dem North Saskatchewan River folgt.

## Klima

Klimaklassifikation innerhalb von Saskatchewan nach Köppen und Geiger.

Das Klima in Saskatchewan ist vorwiegend kaltgemäßigt. Die Provinz liegt zwischen der maritimen und der kontinentalen Klimazone.
Das feuchte Kontinentalklima verursacht mitunter sehr kalte Winter, vorzugsweise in den zentralen und östlichen Teilen der Provinz, wohingegen die Sommer sehr warm sein können. In den Cypress Hills im Südwesten herrscht das ganze Jahr über steppenartiges Klima.
Da die Provinz in den nördlichen Breitengraden des nordamerikanischen Kontinents liegt, herrscht in den Regionen um La Ronge im Norden ein subarktisches Klima.
Die jährliche Niederschlagsmenge beträgt im Durchschnitt 300–450 mm. Der wenigste Niederschlag
fällt während der Wintermonate, der Großteil dagegen in den Sommermonaten von Juni bis August. In den Monaten von November
bis März fällt Schnee, im Sommer gibt es sechs bis acht Regentage pro Monat.
Die Sommerzeit in Saskatchewan dauert meist von Juni bis August. Während dieser Monate können die Temperaturen auf über 30 °C steigen, es wurden auch Werte mit bis zu 44 °C gemessen. In der Nacht können die Temperaturen mitunter auf den Gefrierpunkt fallen. Im Durchschnitt
zeichnen sich die Sommermonate durch hohe Temperaturunterschiede am Tag und in der Nacht aus.
In den Monaten Juli und August wehen Winde mit warmer Luft aus den tiefer gelegenen Ebenen und aus dem mittleren Westen der USA über das
Gebiet. Im Süden rund um Regina (Saskatchewan) und Moose Jaw ist es überwiegend trocken, nur selten fällt in diesen Regionen Niederschlag.
Arktische Kaltlufteinbrüche können zur Folge haben, dass während der Sommermonate leichter Frost, aber auch Hitzewellen mit hohen Temperaturen entstehen. Die höchste Temperatur, die in Saskatchewan gemessen wurde, betrug 45 °C in Midale und Yellow Grass.
Der Herbst beginnt meist im September, im November sinkt die Nachttemperatur auf −11 °C.
Der Winter dauert von Dezember bis Februar. Die mittleren Tages- und Nachttemperaturen liegen zwischen −15° und −21 °C, vereinzelt auch
−8° bis −11 °C, doch können die Differenzen auf bis zu 60 °C steigen. Die Temperaturunterschiede zwischen Süden und Norden sind jedoch
weniger stark ausgeprägt.
Niedrigwerte von −40 °C traten bisher nur in den Monaten von November bis März auf und fanden ihren niedrigsten Punkt bei −49 °C.
Die Höchstwerte in den Wintermonaten betragen im Durchschnittswert 9 °C im Januar, im Dezember und Februar steigen diese meist auf 15 °C an.
Die Durchschnittstemperatur liegt hier bei −10° bis −12 °C, mitunter kann diese aber auf −17 °C sinken. In den südlichen Breiten sorgen sogenannte warme „Chinook-Winde“ aus dem Westen, vergleichbar mit dem Alpenföhn in Europa, für mildes Klima.
Saskatchewan gilt als eine der tornadoaktivsten Regionen Kanadas. Das subarktische Klima in den nördlichen Breiten und das submaritime Klima im Süden begünstigen die Entstehung von Tornados. Pro Jahr treten etwa 18 bis 20 solcher Wirbelstürme auf; einige davon überschritten bereits die F3-Marke. Im Jahr 2012 wurden etwa 33 Tornados in der Provinz gemeldet.
Stark ausgeprägt ist zudem die Entstehung von Gewitterstürmen, vorwiegend in den Monaten Juni und Juli, mit einhergehenden Hagelschlägen.
Beim verheerenden Regina-Zyklon im Jahr 1912 starben ca. 28 Menschen.

## Geschichte

### Frühgeschichte
Der Norden Saskatchewans wurde um 7000 v. Chr. eisfrei (vgl. Geschichte der First Nations). 1995 fanden sich bei Heron Eden, 13 km südlich von Prelate im Südwesten der Provinz, die ältesten Spuren einer kill-butchery site, also einer Stätte, an der Jagdtiere getötet und zerlegt wurden. Rund tausend Jahre jünger sind die Spuren der Paläoindianer des so genannten Agate Basin, einer Kultur, die sich etwa von 6000 bis 5000 v. Chr. belegen lässt. Die sich zeitlich anschließende Shield Archaic Tradition reichte etwa von 4000 bis 2000 v. Chr. Von 1000 bis etwa 500 v. Chr. erstreckte sich die Taltheilei-Tradition, dazwischen liegende Funde werden der Arctic Small Tool Tradition zugeordnet (ca. 2000 bis 1000 v. Chr.). Hinter diesen Bezeichnungen verbergen sich frühe Jäger-und-Sammler-Kulturen, die sich besonders auf die Karibujagd spezialisiert hatten, und mit den großen Herden wohl auch in die spätere Provinz gekommen waren.
Der nördliche Agate-Basin-Complex ist durch lanzettförmige Projektilspitzen gekennzeichnet, die bis ins 8. vorchristliche Jahrtausend zurückreichen. Ihre Hersteller waren wohl ursprünglich Bisonjäger, die ihre Jagdtechnik erfolgreich auf andere Herdentiere übertrugen. Dabei ist das Agate Basin ein relativ junger Ausläufer der paläo-indianischen Kulturen des Nordwestens. Die Funddichte ist viel geringer als in den Nordwest-Territorien, und nur zwei Fundstätten können ihr mit Sicherheit zugewiesen werden: In der Nähe des Athabascasee eine Fundstätte am Black Lake und eine am Hara Lake, nördlich des Wollaston Lake. Möglicherweise kamen die Jäger nur unregelmäßig nach Saskatchewan, je nachdem, wie weit die Tierherden nach Süden zogen. Dazu hat sicher beigetragen, dass die Zeit zwischen 8000 und 5000 v. Chr. milder wurde, zeitweise sogar ein erheblich wärmeres Klima aufwies als heute. Das hatte wiederum zur Folge, dass die Waldgrenze weiter nördlich verlief und somit den Tieren den Durchzug versperrte. Im Süden ist das Agate Basin durch die Fundstätte Parkhill Site im Süden von Moose Jaw zu deuten. Die fast 7000 Jahre alten Funde gehören zu den ältesten in der Provinz. Der äußerste Norden wurde von dieser Kultur, immer im Gefolge des sich zurückziehenden Eispanzers, über 3000 Jahre später erreicht.
Die der paläo-indianischen folgende Fundgruppe, die durch seitwärts angebrachte Projektilspitzen gekennzeichnete Shield-Tradition, stellt wohl eher eine technologische Fortentwicklung als einen Wechsel in der Bevölkerung dar. Die Funddichte ist noch geringer, sodass anzunehmen ist, dass durch das warme Klima und die sich nordwärts ausdehnenden Wälder die Karibuherden weit nach Norden auswichen. Fundstätten wie die Near Norbert site am Haultain River oder die Fundstätte an der Mündung des Umpherville River in den Wollaston Lake belegen eher Sommerlager als Winterdörfer.
Um 1500 v. Chr. begann eine starke Abkühlung, die Waldgrenze wanderte südwärts. Menschen mit neuem Beutespektrum und neuen Waffen werden fassbar. Ihre Kultur stand jener der arktischen Inuit nahe. Diese als Prä-Dorset-Kultur (vgl. Inuit-Kultur) bezeichnete Bevölkerung benutzte Werkzeuge aus bzw. mit kleinen Steinen und wird daher Small Tool tradition genannt. Fundstätten sind hier der Black Lake und der Athabascasee, aber auch der Reindeer Lake.

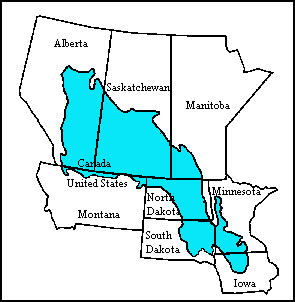
Verbreitungsgebiet der so genannten potholes, Toteislöcher, die die schmelzenden Eismassen beim Abfließen hinterlassen haben

Um 600 v. Chr. erwärmte sich die Region und indianische Kulturen dominierten wieder. Ähnlich wie die arktischen Jäger jagten aber auch sie das Karibu. Diese Taltheilei tradition hielt sich bis in historische Zeit. Taltheilei wird traditionell entsprechend der Wandlungen der Steinwerkzeugtypen, der Hauptquelle, in eine frühe, eine mittlere und eine späte Phase eingeteilt – mit breiten Übergangszeiten um 100 v. Chr. und um 800 n. Chr. Die Kultur bestand im Norden Saskatchewans nördlich des Churchill Rivers.
Der Taltheilei-Tradition gehört der überwiegende Teil der 60 bis 70 Felszeichnungen an, die nördlich des 55. Breitengrades gefunden wurden. Die meisten von ihnen befindet sich im Einzugsgebiet des Churchill Rivers, der im Norden den Haupttransportweg darstellte.
Doch die Abfolge ist nicht eindeutig. Immer wieder kam es zur Einwanderung von Gruppen aus den benachbarten Gebieten, wie etwa Funde von Pelican-Lake-Projektilen, die sonst in Alberta verbreitet sind (Black Lake und Lake Athabasca), beweisen. Manche Fundstätten wie die 1957 ausgegrabene Long Creek site weisen eine in diesem Falle sogar 5000-jährige Nutzungsdauer auf, die zahlreiche Traditionen repräsentiert, u. a. Avonlea und Besant (um 625 ± 325 Jahre), Pelican Lake (um 350 ± 100 Jahre), Hanna (um 1360 v. Chr. ± 115 Jahre), Oxbow (ca. 2600 v. Chr.), möglicherweise auch Mummy Cave (ca. 3000 v. Chr. ± 125 Jahre). 3500 Jahre Nutzungsdauer weist eine Gruppe von 13 Lagern an der Mortlach Site im südlichen Zentral-Saskatchewan auf, die als erste wissenschaftliche Grabung in der Provinz gilt (1954).
Die späte Phase, der Clearwater Lake complex, lässt sich an vielen Stellen am Churchill, Sturgeon-Weir und Reindeer River nachweisen. Dreieckige Pfeilspitzen und Tongefäße mit Punktmustern sind ihre Kennzeichen. Es handelt sich vermutlich um die Vorfahren der heutigen Cree-Stämme, die zur Gruppe der Algonkin gehören. Diese Gruppen zogen bis zum Fond du Lac River nordwärts, ihre Zeitgenossen, die späteren Anishinabe (auch Ojibwa oder Chippewa genannt), lebten zu dieser Zeit noch weiter im Osten. Sie zogen weiter westwärts und vertrieben Ende des 18. Jahrhunderts die Dakota aus dem heutigen Minnesota. Ab 1840 haben sie sich nördlich des Oberen Sees und des Huronsees sowie in Minnesota, North Dakota, Wisconsin, Manitoba und Saskatchewan niedergelassen. Die Algonkins oder Woodland Cree (auch Kristinaux) lebten bis zur Waldgrenze, während die Plains Cree in den offenen Park- und Graslandschaften lebten.
Zwischen diesen Gruppen entspannen sich Konflikte, in denen Blackfoot, Atsina, Cree, Assiniboine, Saulteaux, Sioux und Dene beteiligt waren. Ortsnamen wie Battle River erinnern daran. Die Stämme bildeten Konföderationen, wie die Blackfoot Confederacy, die die Gros Ventre aus Saskatchewan verdrängten. Woodland Cree und Anishinabe gerieten gleichfalls immer wieder in Konflikte.

### Erste Kontakte mit Europäern
Der nachweislich erste Europäer, der Saskatchewan betrat, war Henry Kelsey im Jahre 1690, der den Saskatchewan River in der Hoffnung auf Pelzhandel mit den Bewohnern der Provinz aufwärts fuhr. Die erste dauerhaft bewohnte europäische Siedlung war ein Handelsposten der Hudson’s Bay Company bei Cumberland House, den Samuel Hearne 1774 gründete. Bereits 1768 hatten die unabhängigen Pelzhändler François le Blanc und James Finlay Sr. einen Handelsposten am Saskatchewan River, westlich Nipawin, gegründet, der allerdings 1773 aufgegeben und niedergebrannt wurde.

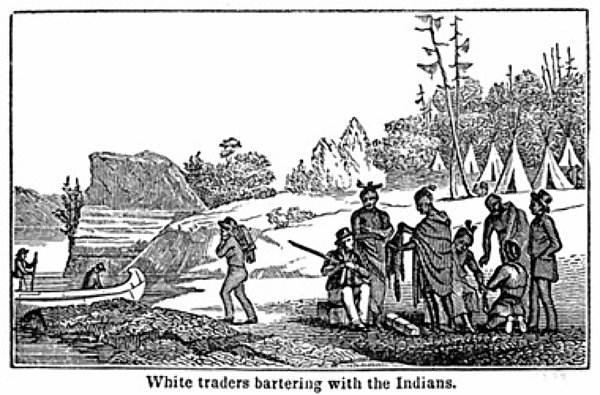
Tauschhandel mit Indianern (um 1820)

Im Jahre 1670 verlieh die britische Krone „Governor and Company of Adventurers of England trading into Hudson’s Bay“ das riesige Einzugsgebiet der Zuflüsse der Hudson Bay an die später Hudson’s Bay Company (HBC) genannte Pelzhandelsgesellschaft. Zahlreiche Händler der frankokanadischen North West Company machten ihr Konkurrenz; sie gründeten eigene Forts, wie 1787 Fort Espérance. Im Jahre 1821 wurden die beiden Gesellschaften zwangsweise zusammengeschlossen. Von 1824 bis 1856 bestand im zentralen Osten der Provinz Fort Pelly 1, ein Fort, das in den 1970er Jahren ausgegraben wurde.
Nach Cumberland House kamen um 1840 die ersten Missionare. In den späten 1850er und frühen 1860er Jahren erforschten wissenschaftliche Expeditionen, geleitet von John Palliser und Henry Youle Hind, die Prärieregion der Provinz.

### Saskatchewan als Teil der Nordwest-Territorien
Als das neu gegründete Kanada (vgl. Kanadische Konföderation) das riesige Monopolgebiet der HBC übernahm, wurde Fort Garry im späteren Manitoba die erste Hauptstadt der Nordwest-Territorien. Es wurde jedoch 1876/77 von Fort Livingstone in dieser Funktion abgelöst. Doch auch hier, wo schnell errichtete Baracken der North West Mounted Police bestanden, verhinderte ein strenger Winter die dauerhafte Ansiedlung. Vizegouverneur David Laird verlegte die Hauptstadt von 1877 bis 1883 nach Battleford. Am 8. Mai 1882 wurde das riesige Gebiet in vorläufige Distrikte aufgeteilt, deren Grenzen sich allerdings noch mehrfach verschoben. Diese Distrikte waren Alberta, Assiniboia, Athabasca und Saskatchewan. Nur der Keewatin-Distrikt galt nicht als vorläufig.
Während dieser Zeit wurden die riesigen Bisonherden nahezu ausgerottet, und die Indianer wurden gezwungen, ihre Gebiete gegen Lebensmittel und Decken abzutreten. Dazu wurden zwischen 1871 und 1899 acht der insgesamt elf Numbered Treaties unterzeichnet.

#### Einwanderung und Eisenbahnbau
Ein bahnbrechendes Ereignis in der Geschichte des westlichen Kanada war 1874 der Marsch nach Westen der von der Bundesregierung neu gegründeten North-West Mounted Police. Trotz schlechter Ausrüstung und Mangel an Proviant etablierten diese Männer die Präsenz des Bundes in den neuen Territorien. Wäre diese Expedition erfolglos gewesen oder wäre die Canadian Pacific Railway später oder weiter nördlich gebaut worden, wären wohl die Vereinigten Staaten in dieses politische Vakuum vorgedrungen und British Columbia wäre möglicherweise den Vereinigten Staaten beigetreten. Die North West Mounted Police gründete mehrere Posten und Forts in ganz Saskatchewan, einschließlich Fort Walsh in den Cypress Hills und Wood Mountain Post im südlichen Zentrum der Provinz, nahe der amerikanischen Grenze.
Die Besiedlung begann mit dem Bau der Canadian Pacific Railway in den frühen 1880er Jahren. Der Bau der Eisenbahn durch ganz Kanada veränderte die Siedlungs- und Wirtschaftsstruktur der Region dramatisch. Zum einen ließ sich durch die gewählte südlichere Route die Grenze gegen die USA besser verteidigen und gegen illegale Zuwanderung schützen, zum anderen verlagerte sich ab 1882 der wirtschaftliche Schwerpunkt von der Linie Battleford–Edmonton Richtung Pile O’Bones (später Regina)–Calgary. Die Siedlungsstruktur basierte zunehmend auf einer Kette von Siedlungen zu beiden Seiten der Bahnlinien.

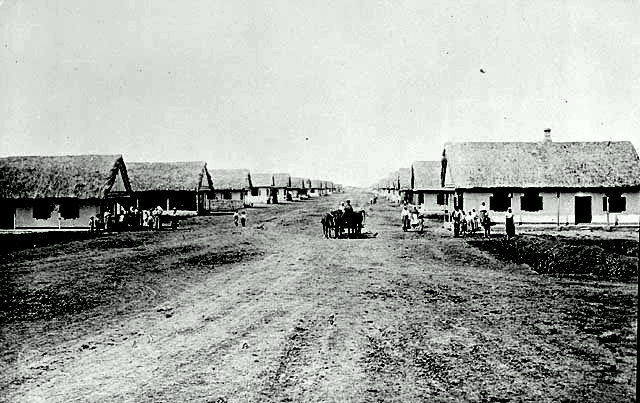
Doukhobor-Dorf Vosnesenya – Thunder Hill

Des Weiteren zog es die Zuwanderer in die jeweils bereits vorhandenen Gründungen ihrer Landsleute, was zu ethnischen Ballungen führte. Eine Besonderheit stellen dabei die von Pjotr Werigin (1859–1924) geführten Doukobor dar. Sie kamen aus der Ukraine und aus Südrussland und wichen von dort dem politisch-religiösen Druck nach Kanada aus. Dazu erhielten die über 7000 Menschen drei Kolonien, die North Colony in den Distrikten Pelly und Arran, die South Colony in Canora, Kamsack und Veregin und den Good Spirit Lake Annex – zusammen über 770.000 Acre. Doch 1918 erhielten viele von ihnen Privatgrund oder gingen nach British Columbia, die Reservate wurden aufgelöst. Um diese Zeit kam eine Gruppe von ihnen aus British Columbia und erwarb Boden im Kylemore District im Umfang von mehr als 11.000 Acre.

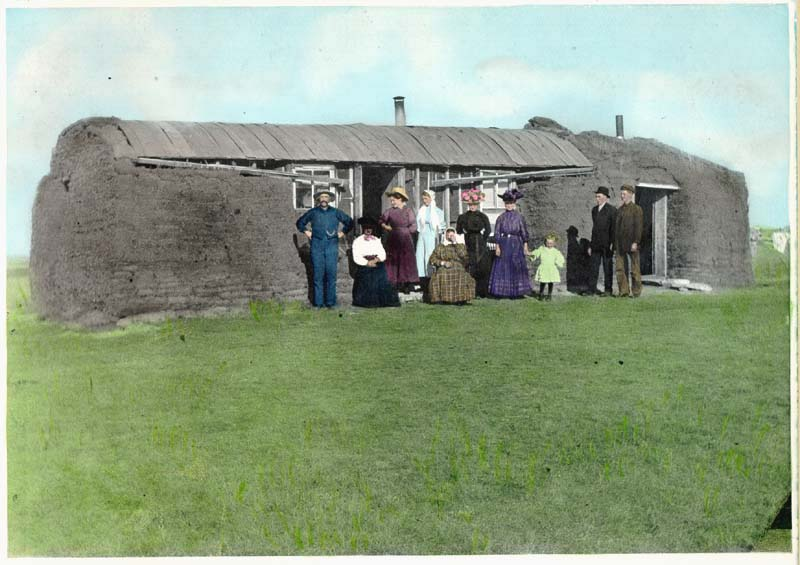
Frühes Grassoden-Haus

#### Métis und Nordwest-Rebellion
Um 1800 verlagerten die Métis, Nachkommen von Franzosen und Indianern, ihren Siedlungsschwerpunkt in die Region des späteren Manitoba. Sie waren für die Versorgung der Forts mit Pemmikan von größter Bedeutung. Einige Gruppen zogen weiter westwärts, als in Manitoba die Bisonpopulationen zusammenbrachen, und wurden nach der fast vollständigen Ausrottung der Herden zu Viehzüchtern. Zugleich waren sie nach französischem Vorbild zu Kleinbauern geworden.
Als größte Bedrohung sahen die Métis schon seit langem die Zuwanderungspolitik der HBC an, die auch ihr zweites wirtschaftliches Standbein, den Landbau, bedrohte. Sie forderten eine eigene Provinz im neu entstandenen Kanada. Die kanadische Regierung setzte die HBC-Politik augenscheinlich fort. So kam es 1869 zur Red-River-Rebellion und 1885 zur Nordwest-Rebellion. 1870 berücksichtigte der Manitoba Act zwar noch die Forderungen der Métis, so dass die Rebellion unblutig endete, doch die inzwischen weiter westwärts nach Saskatchewan ausgewichenen Métis, vor allem um Batoche, versuchten weiterhin eine eigene Provinz zu erhalten.

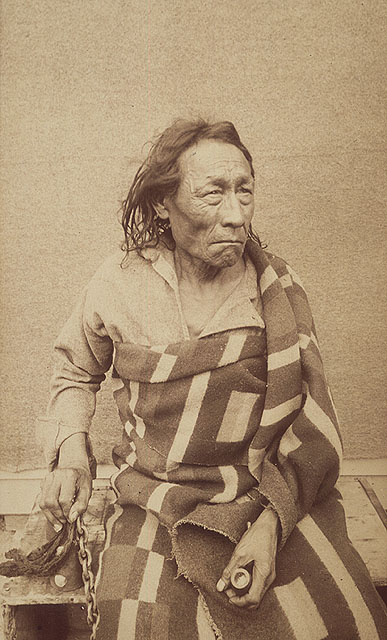
Mistahimaskwa (Big Bear), Häuptling der Plains Cree, O. B. Buell 1885

Die Indianer in dem riesigen Gebiet waren zu dieser Zeit äußerst beunruhigt, da sie wegen des Verschwindens der Bisons ebenfalls unter Hunger litten. Daher zog man Truppen im Osten zusammen. 1885 kam es im äußersten Osten der späteren Provinz Alberta zum Frog-Lake-Massaker. Die anfangs erfolgreiche Métis-Rebellion brach jedoch mit der Schlacht von Batoche zusammen, und auch die Cree unter Big Bear mussten nachgeben. Einige ihrer Krieger wie Wandering Spirit wurden hingerichtet, genauso wie der Métisführer Louis Riel.
1859 gründete die Church Missionary Society im Reservat eine Missionsschule in Touchwood Hills. Diese wurde 1876 an das westliche Ende des Reservats verlegt und 1886 von der Diocese of Qu’Appelle übernommen. Mit der Schließung 1996 war sie die letzte staatsfinanzierte Residential School, welche das Ziel der Umerziehung der First Nations hatten.
Die heute 70 anerkannten Indianerstämme wurden endgültig in Reservate abgedrängt, die Métis wurden jahrzehntelang misstrauisch beobachtet und erst 1982 als ethnische Gruppe anerkannt.

### Provinz Saskatchewan

#### Gründung der Provinz und Ära Walter Scott (1905 bis 1916)
Im Jahre 1905 wurde Regina zur Hauptstadt der neuen Provinz Saskatchewan erhoben. Erster Premierminister war der Liberale Thomas Walter Scott (bis 1916). Eine seiner ersten Taten war es, die Verlegung der Hauptstadt von Regina nach Saskatoon zu verhindern. Im Jahre 1908 begann der Bau des Regierungsgebäudes, der vier Jahre andauerte. Mit dem Rural Municipality Act  entstanden 1908 rund 300 ländliche Gemeinden, von denen jede 324 Quadratmeilen groß war. Sie stellen eine Organisationsform dar, die es ansonsten nur noch in Manitoba gibt. Darüber hinaus förderte die Regierung den Ausbau der Verkehrs- und Kommunikationsnetze. 1909 wurde die Universität der Provinz eröffnet, die University of Saskatchewan in Saskatoon.
Im Streit der Konfessionen und Sprachen, also zwischen frankophonen Katholiken und anglophonen Protestanten, nahm Scott eine gemäßigte Position ein. Nachdem Manitoba das Frauenwahlrecht eingeführt hatte, gab er seine zögernde Haltung auf und führte es am Valentinstag 1916 ein. Im Dezember desselben Jahres entschieden sich 80 % der Wahlberechtigten, erstmals unter Einschluss der Frauen, für die Alkoholprohibition. Wegen Korruptionsvorwürfen musste Premierminister Scott seinen Rücktritt einreichen – eine Erscheinung, die sich durch die gesamte Geschichte der Provinz zieht.

#### Vom Ersten bis zum Ende des Zweiten Weltkriegs
Scotts Nachfolger William Melville Martin gelang es, das angeschlagene Image der Liberalen Partei so schnell wieder aufzubessern, dass er die Wahlen von 1917 gewann. Als Außenseiter war er frei von Korruptionsvorwürfen. Während die liberale Partei in ganz Kanada von den Farmerparteien unter Druck gesetzt wurde, gelang es Martin, sie in seine Regierung zu holen. Zugleich gelang es ihm, sich gegen die Progressive Party durchzusetzen. Auf ihn folgte Charles Avery Dunning (bis 1926).
Während in einigen Provinzen die Farmer der Progressive Party oder den United Farmers zuneigten, gelang es Dunning, sie ebenfalls bei der Stange zu halten. Die immer wiederkehrenden Skandale brachten die Liberale Partei, nachdem sich James Garfield Gardiner noch bis 1929 halten konnte, letztlich doch um die politische Macht. Zwar gelang ihm 1934 ein erneuter Wahlsieg, doch schon im nächsten Jahr verließ Gardiner die Provinz Richtung Ottawa.

#### Sozialistische Regierung
Ihm folgte der Liberale William John Patterson, doch mit seinem Rücktritt 1944 gelangte mit Tommy Douglas zum ersten Mal in Nordamerika eine sozialistische Partei an die Macht, die Co-operative Commonwealth Federation (CCF). Sie führte erstmals ein umfassendes Programm der Versicherung gegen Krankheit ein. Douglas’ Nachfolger Woodrow Stanley Lloyd musste sich allerdings 1962 erst gegen einen Ärztestreik durchsetzen (1962) und verlor die Wahlen von 1964.

#### Korruptionsskandale und der Streit um die Rolle des Staates
Mit Ross Thatcher kehrten 1964 die Liberalen zurück. Nachdem er 1967 wiedergewählt worden war, setzte er ein Austeritätsprogramm durch, das Steuererhöhungen vorsah, Gebühren für medizinische Behandlungen, dazu reduzierte er staatliche Dienstleistungen und holte Rohstoffprospektoren verstärkt in die Provinz. Doch 1971 verlor er die Wahl gegen seine alten Gegner, die inzwischen unter dem Namen Saskatchewan New Democratic Party antraten. Neuer Premierminister war Allan Blakeney. Er förderte die Gründung einer Crown Corporation (ein öffentliches Unternehmen) für die Rohstoffindustrie, allen voran einer Gesellschaft zum Abbau von Kaliumcarbonat bzw. Pottasche. Die Regierung gründete SaskOil, eine staatliche Öl- und Gasgesellschaft, und wandte sich vehement gegen Einmischungen der Bundesregierung.
Von 1982 bis 1991 regierten erstmals wieder die Konservativen unter der Führung von Grant Devine. Er förderte die Rohstoffindustrie durch großzügige Steuerreduzierungen, gab ihr zunehmend freie Hand gegenüber anderen Interessen und verkaufte SaskOil. Auch erhebliche Teile der Infrastruktur, wie der Straßenbau, wurden privatisiert. Die letzten Jahre von Devines Regierung waren von Skandalen getrübt, die selbst für Nordamerika von ungewöhnlichem Ausmaß waren.
Die Saskatchewan New Democratic Party, die 1991 die Wahlen gewann, übernahm Schulden in Höhe von 14 Milliarden Dollar. Premierminister Roy Romanow sah sich 1999 gezwungen, eine Koalition mit der Saskatchewan Liberal Party einzugehen und mehrere ihrer Mitglieder in sein konservatives Kabinett aufzunehmen. Ihm folgte 2001 bis 2007 sein Parteigenosse Lorne Calvert.
Von 2007 bis 2017 war Brad Wall als Führer der Saskatchewan Party (SP) Premierminister. Diese Partei entstand 1997 aus einer Verbindung ehemals progressiv-konservativer und liberaler Politiker. Zunächst jedoch vermutete man angesichts des Übergewichts der Konservativen, diese versuchten sich auf diese Art von den Korruptionsskandalen zu befreien. 2003 propagierte die SP einen Rückzug des Staates und Steuersenkungen, bewegte sich aber seitdem in Richtung der politischen Mitte.

## Bevölkerung
Saskatchewan ist mit 577,060 km² etwa so groß wie Frankreich, die Benelux-Staaten und die Schweiz zusammen, aber mit nur 2,0 Einwohnern pro km² (2021) fast so dünn besiedelt wie Tibet. 13,2 Prozent der Einwohner sind Indianer oder Métis (2001). Damit hat Saskatchewan unter den kanadischen Provinzen den höchsten Anteil von Indianern an der Gesamtbevölkerung. Die Provinz beherbergt auch Kanadas einzige indianische Universität, die First Nations University of Canada in Regina.
Laut der Volkszählung 2006 setzt sich die Bevölkerung aus 30,0 % Deutschstämmigen, 26,5 % Englischstämmigen, 19,2 % Schottischstämmigen, 15,3 % Irischstämmigen, 13,6 % Ukrainischstämmigen sowie 12,6 % Französischstämmigen zusammen (Mehrfachnennungen waren möglich).

## Lage
Der Norden der Provinz liegt im Einflussbereich der Hudson Bay und des sie umgebenden Tieflandes, das zwischen rund 200 und 500 m über dem Meeresspiegel liegt. Nach Süden und Südwesten hin steigt das Land jedoch stetig an, bis zu den Cypress Hills im äußersten Südwesten an der Grenze zur Nachbarprovinz Alberta (bis zu 1500 m). In den nördlichen Regionen gibt es vereinzelt Hügelgruppen, die die Tiefebene unterbrechen; der Süden ist hingegen von tief eingeschnittenen Flusstälern, wie dem nördlichen und südlichen Saskatchewan River oder dem Qu’Appelle River gekennzeichnet.
Im Norden erstrecken sich ausgedehnte boreale Nadelwälder, die teilweise in Waldtundren übergehen und zwischen denen sich große Seenlandschaften erstrecken, von denen die größten der Athabascasee und der Reindeer Lake sind. In Zentral-Saskatchewan ist die Landschaft flach und die Wälder weichen weitläufigen Acker- und Grasflächen, die durch Ansiedlung von Bauern entstanden. Nach Süden hin nehmen Dichte und Intensität der landwirtschaftlichen Nutzung zu. Hauptprodukte sind Sommerweizen, Roggen, Hafer und Ölsaat, hinzu kommen Fleischviehzucht und Futtermittelanbau.
Im südlichen Saskatchewan-Tal und in den Cypress Hills erstrecken sich Grassteppen, wo vorrangig extensive Weidewirtschaft betrieben wird. Nur hart an der Grenze zu den USA wird vom Grasslands-Nationalpark ein letzter Rest der ursprünglichen Prärie erhalten. Ein weiterer Nationalpark befindet sich in der Provinzmitte: der Prinz-Albert-Nationalpark. Hinzu kommen Provinzparks, die sowohl dem Naturschutz als auch der Erholung dienen, was häufig zu Konflikten führt. In Zentral- und Südost-Saskatchewan findet sich der überwiegende Teil der 602 Indianerreservate, in denen vorwiegend Mitglieder der Cree-Nation leben.
Der wichtigste Fluss ist der Saskatchewan River, der sich in einen nördlichen und einen südlichen Arm teilt, die sich im Zentrum der Provinz östlich der Stadt Prince Albert vereinigen.

## Größte Städte
Die zehn größten Städte nach Einwohnern der Provinz sind (2021):
- Saskatoon – 266.141
- Regina – 226.404
- Prince Albert – 37.756
- Moose Jaw – 33.665
- Swift Current – 16.750
- Yorkton – 16.280
- North Battleford – 13.836
- Warman – 12.419
- Lloydminster – 11.843
- Weyburn – 11.019

## Politik
Das politische System Saskatchewans basiert auf dem Westminster-System mit einem Einkammernparlament. Die Legislativversammlung besteht aus 58 Mitgliedern, die in ebenso vielen Wahlkreisen nach dem Mehrheitswahlsystem gewählt werden. Der Vizegouverneur, der das Staatsoberhaupt vertritt, kann in Absprache mit dem Premierminister innerhalb eines bestimmten Zeitrahmens das Parlament vorzeitig auflösen und Neuwahlen ansetzen, der britischen Parlamentstradition entsprechend. Premierminister ist stets der Vorsitzende jener Partei, welche die meisten Sitze errungen hat. Dieses Amt hat zurzeit Scott Moe inne, Vizegouverneur ist Russell Mirasty.
Im kanadischen Unterhaus wird Saskatchewan von 14 Abgeordneten vertreten. Gemäß der kanadischen Verfassung stehen der Provinz sechs Sitze im Senat zu.

## Wirtschaft
Saskatchewans Wirtschaft wird oft mit der Landwirtschaft assoziiert. Die Forstwirtschaft, Fischerei und Jagd machen jedoch nur 6,8 % des Bruttoinlandproduktes der Provinz aus. Die Wirtschaft der Provinz ist stark von der Öl- und Gasindustrie geprägt. Große Erdgasvorkommen sind besonders im Westen der Provinz vorhanden. Zudem liegen im Norden unter den Minen McArthur-River, Cigar Lake, Key Lake, Cluff Lake und anderen gewaltige Uranvorkommen. McArthur-River ist derzeit die größte Uran-Tiefbaugrube weltweit.
In den extrem dünn besiedelten borealen Wäldern hat die subsistenzorientierte Jagd und Sammelwirtschaft sowie die kommerzielle Pelztierjagd für die dortigen Indianer noch eine vorrangige Bedeutung. Der Bergbau im Gebiet der Athabasken schränkt diese Tätigkeiten jedoch erheblich ein und die Indigenen – die mit wirtschaftlichen Einbußen, aber auch mit hohen Krebsraten durch radioaktive Emissionen des Uranbergbaus argumentieren – kämpfen dagegen.
Folgende Wirtschaftsbereiche tragen zum Bruttoinlandsprodukt bei:
| %-Anteil | Sektor                                                                  |
| -------- | ----------------------------------------------------------------------- |
| 17,1     | Banken, Versicherungen, Immobilien und allg. Finanzdienstleistungen     |
| 13,0     | Erdöl- und Erdgasproduktion                                             |
| 11,9     | Gesundheits, Bildungs- und andere Sozialeinrichtungen                   |
| 11,7     | Handel und Verkaufsdienstleistungen                                     |
| 9,1      | Transport-, Versorgungseinrichtungen (Strom, Wasser, Telekommunikation) |
| 7,7      | Produktionsgewerbe                                                      |
| 6,8      | Landwirtschaft (Fischerei, Landwirtschaft, Jagd)                        |
| 6,5      | allgemeine Servicedienstleistungen                                      |
| 5,8      | Regierungsdienstleistungen                                              |
| 5,1      | Baugewerbe                                                              |
| 5,3      | allgemeine Dienstleistungen                                             |

Zu den größten Unternehmen in der Provinz gehört die Potash Corporation of Saskatchewan. Das Unternehmen ist weltweit der größte Produzent von Kaliumchlorid. Des Weiteren hat das Unternehmen Federated Co-operatives aus der Petrochemiebranche seinen Hauptsitz in der Provinz. Der schwedische Stahlkonzern SSAB betreibt eine wichtige Niederlassung in der Provinz.